# Copo

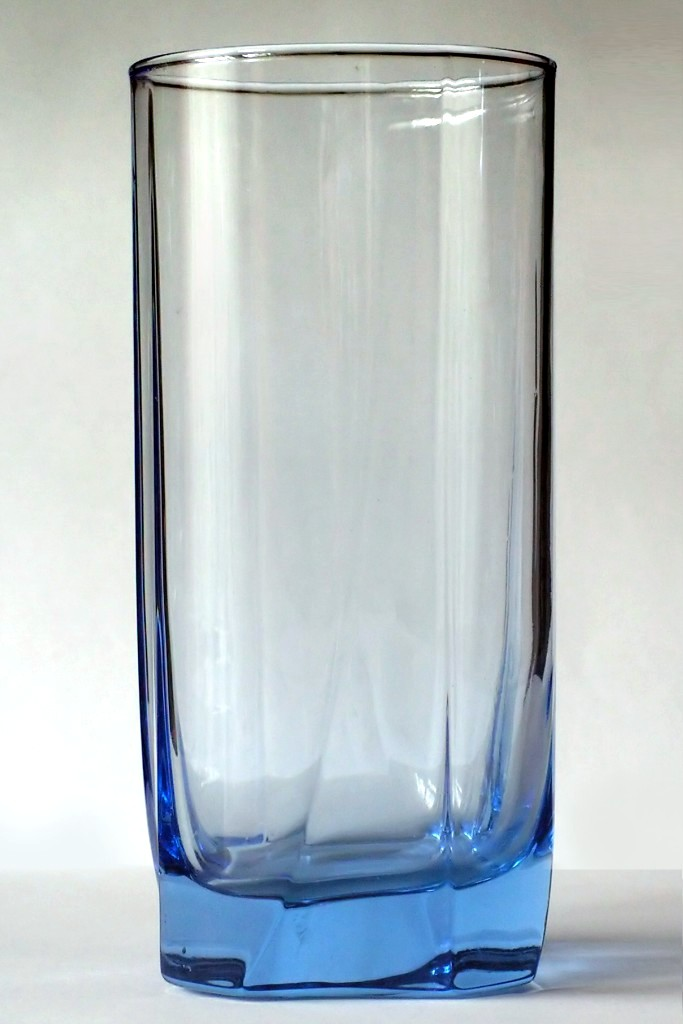
Um copo de vidro

O copo é um recipiente feito de vidro, plástico e outros materiais, de formato cilíndrico,  sem tampa e usado para acondicionar pequenas porções de líquidos.
O copo é fabricado em vários formatos, sendo que por razões de fundição tem o formato cilíndrico levemente côncavo.[carece de fontes?] O copo americano é um copo muito conhecido, usado até como medida (190ml ou 200ml) em receitas. Para festas populares é muito comum o copo descartável, feito de plástico, que pode ser reciclado. Alguns produtos também são vendidos em copos, que podem ser utilizados como utensílios, como por exemplo o queijo cremoso e extratos ou polpa de tomate. Em alguns festivais são oferecidos copos como marca ou brinde do evento.[carece de fontes?]
Também existem copos próprios para bebês, que possuem tampa com pequenos furos, para evitar que derramem enquanto os bebês aprendem a manuseá-los. Também existem copos com desenhos de personagens famosos e desenhos animados.
Copos são geralmente feitos de vidro ou de plástico, pois são materiais resistentes que aguentam altas temperaturas.
Os copos são objetos utilizados para consumo de líquidos de vários estilos.

## Copos descartáveis
Os copos descartáveis são copos que, após o seu uso, podem ser jogados no lixo. São feitos de plástico ou papel.

### Papel
Na China, no século II a.C., foram feitos os primeiros copos descartáveis para servir chá, eram feitos de papel e se chamavam chih pei. Em 1910, Lawrence Luellen e Hugh Moore inventaram os copos de papeis com uma fina camada de cera, para serem descartados logo após ao uso, esses copos se chamavam Health Kups. Os copos Health Cups passaram a ser usados em locais públicos e empresas, consequentemente evitando a transmissão de doenças e germes com o compartilhamento de copos. Esse modelo de copo descartável é muito utilizado nas redes de fast foods na atualidade.

### Plástico
Na década de 1960, surgiu a primeira patente de copo de plástico descartável, nos Estados Unidos. Logo após surgiram várias patentes, cada uma com o seu modelo.

## Copos de vidro
A origem do copo de vidro se deu juntamente com a descoberta da técnica do vidro soprado, pelos sírios. O Império Romano foi o responsável por difundir a técnica pela Europa ocidental e o Oriente.

## Modelos de copos de vidro

### Copo Americano
Usado para beber café, cachaça ou cerveja nos botequins e padarias do Brasil. De modelagem multiuso, barato e resistente. De fabricação brasileira, foi criado por Nadir Dias de Figueiredo em 1947.

### Copo Pilsener
Apropriado para beber cerveja tipo Pilsen. A sua modelagem ajuda na formação de colarinho, muito apreciado pelas pessoas que bebem esse tipo de cerveja.

### Copo Pokal
Apropriado para beber a maioria das cervejas. A sua modelagem de borda estreita, ajuda a reter o aroma da bebida.

### CopoLager
Apropriado para beber cerveja do tipo Lager. Sua modelagem alta e cilíndrica ajuda a manter o gás e a temperatura da bebida.

### CopoWeizen
Apropriado para beber cerveja de trigo. Sua modelagem alta, ajuda na expansão da espuma. Sua capacidade é de 500 ml.

### CopoLong Drink
Apropriado para beber coquetéis e drinks. Bebidas para degustar lentamente e que são misturadas com outras bebidas, tipo vodka ou rum misturados com suco ou refrigerante. Sua capacidade é de 250 e 300 ml.

### Copo de suco
Apropriado para beber suco ou bebidas não alcoólicas que necessitem colocar pedras de gelo. Sua modelagem é pouco mais baixa e larga que o copo Long Drink. Sua capacidade é de 300 ml.

### CopoOn the Rocks
Apropriado para beber uísque, caipirinha e drinks diversos que precisem adicionar pedras de gelo, pois a sua boca larga é apropriada para bebidas que precisam de várias pedras de gelo.

### CopoOld Fashioned
Apropriado para beber destilados que precisam adicionar pedras de gelo gradualmente.

### CopoShot
Apropriado para bebidas de só uma dose, como tequila, rum, cachaça e outros destilados. Sua capacidade é de 35 a 60 ml.